# ビットにゃんたーず
『ビットにゃんたーず』は、スマートフォン向けの拡張現実技術を利用したオンラインゲーム・位置情報ゲーム。開発・運営を行うのは、清古貴史を代表取締役とするリアルワールドゲームス株式会社。リアルワールドゲームス株式会社が企画・開発する現実拡張ゲーム「BitHunters」の第一弾として2018年9月26日よりクローズドのフィールドテストが開始された。プレイするためのアプリケーションはGoogle PlayおよびApp Storeで無料で提供されている。
2019年7月24日にリアルワールドゲームス株式会社は、スポーツ庁の「Sport in Life」のロゴマークを付与された。
コンセプトは「Proof of Walk」。

## 概要
プレイヤーは「ネコイン」と呼ばれるゲーム内通貨を集めたり、ネコを集め育成することを目的としている。ゲーム内では、現実世界を模したマップが広がっており、現実世界でゲームを起動しながら移動すると、ゲーム内のプレイヤーも移動する。ゲーム内マップには、「ネコスポット」と呼ばれるオブジェクトが点在しており、画面上でこのオブジェクトをタップすると、ゲーム内で用いることが出来る「ゴールド」が入手できるほか、ノラネコが出現する。ノラネコは画面上で撫でると仲間とすることが出来る。また、「ゴールド」は仲間となったネコを育成する際に利用する。さらに、仲間のネコは着せ替えが出来たり、ゲーム内マップに登場させて、プレイヤーとともに移動させることも出来る。
ゲーム内通貨「ネコイン」は定期的に実施される「にゃんたーずランキング」の報酬として獲得できるほか、一定の要件を満たすことでネコスポットが申請でき、審査に通過することで獲得できる。この「ネコイン」はイーサリアムをベースとした仮想通貨アルクコインへと交換できる。

## 開発
リアルワールドゲームス株式会社で最高技術責任者を務める岡部典孝は、大学生時代に流行っていた『ウルティマオンライン』から発想を得て、清古貴史と共に株式会社リアルアンリアルを企業し、2001年からBitHuntersの前身となる開発を行っていたという。清古は2017年2月にリアルワールドゲームス株式会社を設立した。清古は「リアルな地図を持つ」「ワンワールドの世界を有する」「ユーザーの位置情報が常に反映される」の3つの要素をリアルワールドゲームの定義として挙げているが、このうち「地図」という部分において、このゲームでは経度と緯度を基に、点で表現するマッピングテクノロジーを採用している。

## リアルワールドゲームス株式会社
- 清古貴史は東京ゲームショウ2019で、自身が位置情報ゲーム『Ingress』のユーザーであり、「『Ingress』では、現実世界で見つけた様々なスポットをゲーム内のポータルとして登録申請できるのだが、現実世界での自分の行動がゲーム内に影響を与えられるこの体験が新鮮で魅力的」と話している。また、『この体験が、ほかのプレイヤーが登録していない自分だけが知るスポットを探すモチベーションにつながっており、街の再発見、自ら冒険に出る動機につながる』と述べている。[4]

- スタートアップワールドカップ2018において、書類審査により日本地域予選のファイナリストとして「位置情報ゲームプラットフォーム」の分野で日本マイクロソフト社によるマイクロソフト賞を受賞した。[5]

- 都市戦略として「健康創造都市KOBE」を掲げた神戸市において、第1回Urban Innovation KOBE「意識せずに健康行動が習慣化される仕掛けづくり」部門で優勝した。これにより、神戸市と協力の上、ブロックチェーン技術を用いて発行したゲーム内通貨をインセンティブとした健康促進の実証実験を行った。[6][7]

- 2020年8月には国立健康・栄養研究所と共同で、ビットにゃんたーずユーザーを対象に「位置情報アプリユーザーに対するインセンティブと健康行動介入アプリによる身体活動増加効果に関するパイロット研究」を行った。[8]